# عليزا أياز

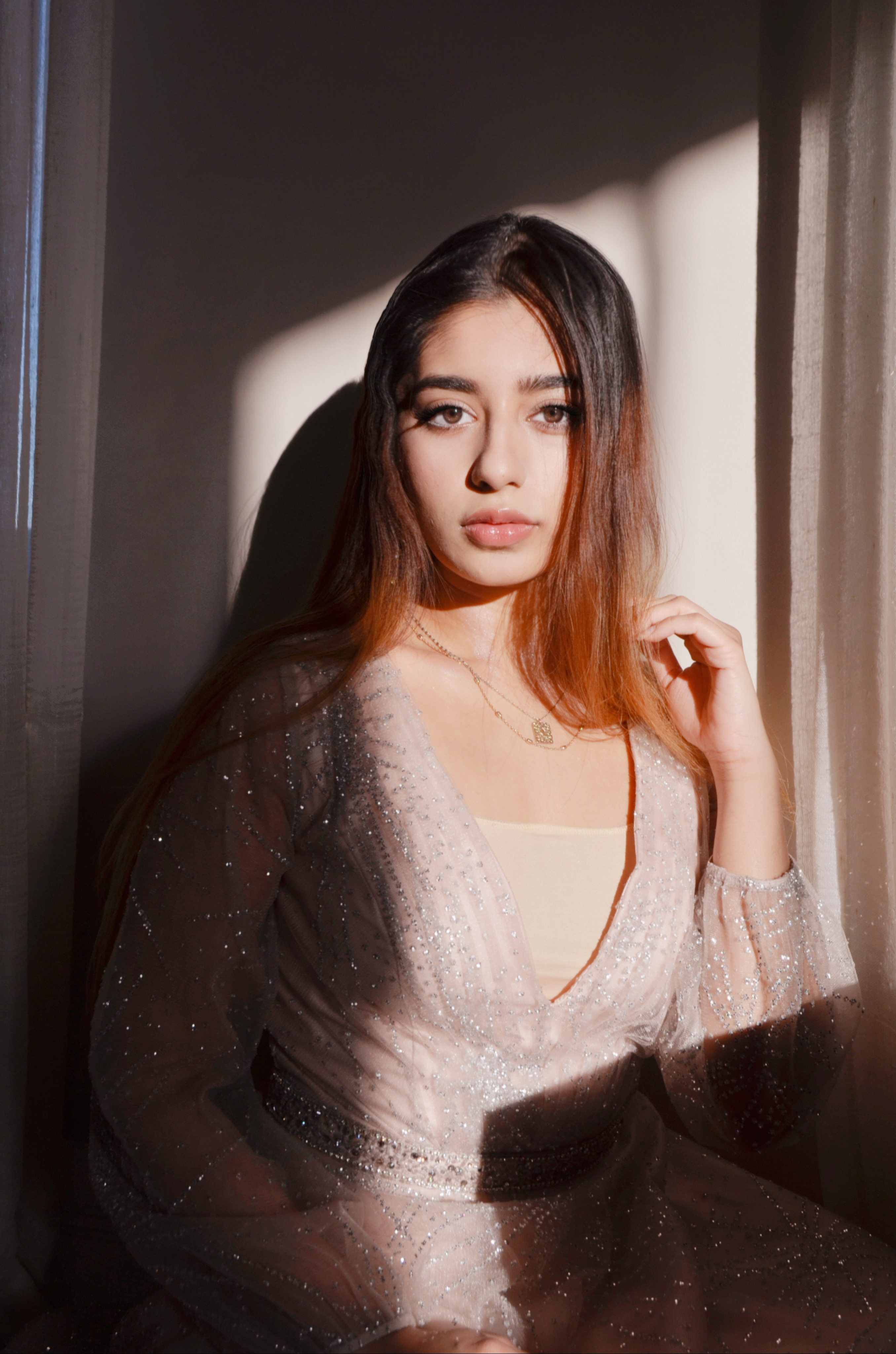
عليزا أياز - 2020

عليزا أياز هي ناشطة دولية في مجال المناخ، من مواليد دبي في الإمارات العربية المتحدة ويرجع أصلها إلى باكستان.عُينت كسفيرة شباب الأمم المتحدة الهدف 13 في عام 2020.

## النشاط المناخي
أسست عليزا جمعية العمل المناخي في لندن ونظمت العديد من الورش والحملات بخصوص المناخ. ناشطة في مجال العمل البيئي، وشاركت بالعديد من البرامج في وكالات عالمية حول هذا المواضيع.

## الدراسة
- تخرجت من جامعة لندن بدرجة بكلوريوس، ومن ثم الماجستير في علم الأوبئة للأمراض المعدية[6][7]

## الأبحاث
- دراسة حول العلاقة بين العرق والطبقات المهنية والصحة العقلية في المملكة المتحدة: نتائج مقطعية من المسح الصحي لإنجلترا 2014-2016[8]